# Juan Luis Ibarra
Juan Luis Ibarra Robles (Sopelana, 21 de junio de 1948) es un magistrado y profesor universitario español, presidente del Tribunal Superior de Justicia del País Vasco desde mayo de 2010 hasta marzo de 2020.

## Biografía
Tras completar su licenciatura en Derecho, en junio de 1971, en la Universidad de Deusto, y el Doctorado en la Universidad del País Vasco en febrero de 1982, desarrolló su actividad docente en esta última universidad en enero de 1984, como Profesor Titular de Universidad de  Derecho Administrativo y Ciencias de la Administración, en la Facultad de Derecho de San Sebastián y en la Facultad de Derecho de Bizkaia. Fue también profesor asociado del departamento de Derecho Constitucional, y Filosofía del Derecho de la misma Universidad.
Se incorporó a la carrera judicial por el turno de juristas de reconocida competencia en 1987, tras haber ejercido la abogacía durante más de diez años. Fue Juez de Primera Instancia en Bilbao, en febrero de 1987 y magistrado de la Audiencia Territorial de Bilbao. Dos años después, en mayo de 1989, es Magistrado del Tribunal Superior de Justicia del País Vasco en la Sala de lo Contencioso-Administrativo. Y en septiembre de 1992, es nombrado Presidente de la Sección Tercera de la Sala de lo Contencioso-Administrativo del Tribunal Superior de Justicia del País Vasco. 
Entre julio de 1993 y mayo de 1996, estuvo destinado en servicios especiales, como secretario general técnico del Ministerio de Justicia y director general de Codificación y Cooperación Jurídica Internacional del Ministerio de Justicia e Interior. En esa época prestó sus servicios para Naciones Unidas y la Unión Europea.
Se reincorporó al servicio activo en 1996, siendo nombrado en noviembre de 2003 presidente de la Sala de lo Contencioso Administrativo del Tribunal Superior del País Vasco. Fue elegido Presidente del TSJPV por el Consejo General del Poder Judicial. Sustituyó en el puesto a Fernando Ruiz Piñeiro. El 22 de julio de 2015, fue reelegido por unanimidad en el mismo cargo. 
No está adscrito a ninguna asociación de jueces, aunque perteneció en el pasado a la progresista Jueces para la Democracia.
En el año 2021 fue sustituido en el cargo por Iñaki Subijana.